# Eduard Petiška
Eduard Petiška (* 14. Mai 1924 in Prag; † 6. Juni 1987 in Mariánské Lázně) war ein tschechoslowakischer Schriftsteller und Übersetzer.

## Leben
1943, nach dem Abitur in Brandýs nad Labem, studierte Petiška vergleichende Wissenschaften, Literaturgeschichte und Germanistik an der Philosophischen Fakultät der Karls-Universität Prag. 1949 promovierte er und widmete sich kurze Zeit darauf hauptberuflich der Literatur. 1977 gehörte er zu den Unterzeichnern der Anticharta. Er starb als anerkannter und erfolgreicher Autor, der seinen literarischen Nachlass seinem Sohn hinterließ, einem Schriftsteller, der unter dem Pseudonym Eduard Martin (* 1951) publiziert.

## Werke
Petiška spezialisierte sich recht früh auf Kinderbücher, eine Möglichkeit den Problemen, die Schriftsteller mit dem kommunistischen Regime hatten, auszuweichen. Aus dem Deutschen übersetzte er vor allem Werke von Goethe. Als Dichter orientierte er sich an František Halas. Seine Erzählungen und Geschichten haben einen leichten lyrischen Einschlag und beschäftigen sich meist mit Generationsproblemen. Daneben veröffentlichte er Märchen- und Sagensammlungen.

## In deutscher Sprache publiziert
als Autor
- Vom reichsten Spatz der Welt. Leiv, Leipzig 2006, ISBN 3-89603-266-6 (Ill. von Zdeněk Miler)
- Der Maulwurf und sein kleines Auto („Krtek a autíčko“). Leiv, Leipzig 2004, ISBN 3-928885-97-9 (Ill. von Zdeněk Miler)
- Wie der Maulwurf zu seinen Hosen kam („Jak krtek ke kalhotkám přišel“). Leiv, Leipzig 2008, ISBN 978-3-89603-128-0.
- Der Golem. Jüdische Sagen und Märchen aus dem alten Prag („Golem a jiné židovské pověsti a pohádky ze staré Prahy“). Union Verlag Berlin, 1972; Übersetzer Gustav Just; Illustrationen Horst Hussel
- Der ewige Jude von Prag. Jüdische Märchen und Legenden aus dem alten Prag. Martin Verlag, Prag 1997, ISBN 80-8595509-1.
- Sagen und Legenden aus dem alten Prag. Martin Verlag, Prag 1995, ISBN 80-901744-7-7 (zusammen mit Jan Dolan).
- Sagenschatz der mährischen Burgen („Čtení o hradech“). Martin Verlag, Prag 1995, ISBN 80-8595500-8.
- Sagenschatz der böhmischen Burgen. Martin Verlag, Prag 1994, ISBN 80-901744-3-4.
- Sagenschatz des böhmischen Königreichs. Martin Verlag, Prag 1993, ISBN 80-9001299-X.
- Alte griechische Sagen („Staré řecké báje a pověsti“). Dausien, Hanau 1973, ISBN 3-7684-3129-0.
- Richter Knorr. Roman. Walter-Verlag, Olten 1973, ISBN 3-530-63980-X.
- In der Ahorngasse („Než uzrají muži“). Artia, Prag 1964 (Ill. von Vilém Plocek)
- Birliban. Artia, Prag 1960 (Ill. von Václav Sivko).
- Der Märchenonkel („Pohádkový dědeček“). Artia, Prag 1959 (Ill. von Zdeněk Miler)
- Eduard Petiška (Text),  Zdeněk Miler (Illustrator), Eliška Glaserová (Übersetzerin): Wie der Maulwurf zu Hosen kam: ein Märchen nach dem tschechischen Zeichenfilm Jak krtek ke kalhotkám přišel, Artia, Prag 1958, DNB 453381081.
- Die sieben Schlemihle („Sedm mamlasů“). Übersetzung Peter Lux. Zeichnungen Miroslav Šašek. Kinderbuchverlag, Berlin 1950.

als Bearbeiter
- E.T.A. Hoffmann: Der Nussknacker. Südwest-Verlag, München 1968, ISBN 3-517-00197-X.
- Jiří Trnka: Ein Sommernachtstraum. Artia-Verlag, Prag 1960 (nach dessen Puppenfilm)